# Chorocaris chacei
Chorocaris chacei is een garnalensoort uit de familie van de Alvinocarididae. De wetenschappelijke naam van de soort is voor het eerst geldig gepubliceerd in 1986 door Williams & Rona.